# Zakon
Zákon je splošni pravni akt z drugo najvišjo veljavo, kar pomeni, da morajo biti vsi ostali pravni akti v skladu z zakonom (vsaj v našem pravnem redu mu je po hierarhiji splošnih pravnih aktov nadrejena ustava, kot najvišji splošni pravni akt).
Civilizacijski dosežek zakona je prenos pristojnosti za odločanje o družbeno najpomembnejših zadevah s samovoljnega vladarja na od ljudstva izvoljeno predstavniško telo (parlament). To je bilo prvič doseženo v Angliji z listino Magno Carto Libertatum in je dandanes del t. i. zahodnega standarda demokracije. Predstavniško telo ljudstva in tako predstavljanje in izražanje volje suverena države tako sklepa bistvena splošna pravila, ki veljajo za vse označene z zakonom. Prej določena pravila državnega delovanja omogočajo pravno varnost državljanov nasproti državni disciplinerij med podrejenimi državljani. 
Zakon je ključni akt države, saj ponudi pravila delovanja iste države za njene državljane s proračunskimi, gospodarskimi, socialnimi in upravnimi dimenzijami. Zakonski pravni akt oziroma zakon se lahko po tem, ko je sprejet, popravlja in spreminja. Zakon se le redko popravlja v samem besedilu, to se imenuje uradno prečiščeno besedilo, praviloma se popravek izda kot zakonsko besedilo.

## Opis
Zakon ima tridelno sestavo:
- Uvod: tu so zapisane splošne odločbe, ki okvirno določajo vsebino in cilje pravnega akta.
- Jedro: nadroben opis, določanje pogojev in razmerij, kazenske določbe, prekrškovne določbe.
- Končni del: vsebuje prehodne in končne določbe. Nanašajo se na vmesno obdobje, natančno določajo, kdaj začne zakon veljati, kateri predpisi ob tem zakonu znajo prav tako še vedno veljati ali pa so bili s tem zakonom razvrednoteni,

Zakon je členjen na poglavja, oddelke, člene in odstavke. Členi so za večjo preglednost oštevilčeni. Pravila, ki urejajo pisanje zakonodaje in drugih pravilnikov, se imenujejo nomotehnika. Pri pisanju zakona se stremi k učinkoviti rabi jezika in notranji logiki pravnega akta. 
Zakoni morajo biti objavljeni v glasilu, Uradnem listu, na voljo pa so tudi na spletu, označeni pa so tudi z registrom v okrajšano ime. Med sprejemanjem zakona je zakon v obliki zakonskega predloga prav tako objavljen in predan v obravnavo državnim poslancem, kjer je lahko deležen mnogih sprememb. Zakonodajni postopek se razlikuje glede na poslovnik zakonodajalnega telesa. Za večino zakonov velja, da jih predlaga vlada, predlog pa je predhodno podprt z različnih strani državne uprave, a to ni obvezno. Med zakonodajalnim procesom zakon pride pod preučitev poslanskih komisij, sestavljenih za specializirane resorje in sestavljenih po ključu razmerij v samem predstavniškem telesu, pri tem pa naj bi se upoštevalo znanje poslancev. 
V nekaterih parlamentih je od trenutka, ko je zakonodaja sprejeta, zakon ponovno poslan v preverbo nekemu drugemu predstavniškem domu ali celo oblastniku, ki lahko z opombami, priporočili in ugovori pošlje zakon v ponovni postopek. Zakon na koncu vsebuje tudi določbo, od kdaj zakon deluje. Nekateri zakoni, ki močno vplivajo na delovanje države, odlagajo veljavnost zakona do te mere, da se lahko državljani prilagodijo novim pravilom. Zakon je na koncu podpisan s strani izvršne oblasti in tako razglašen s strani iste veje v uradnem listu zakonodajalnega telesa. 

## Razlaganje zakona
Po sprejetju zakona zakon obvezuje vse državne organe kot tudi vse državljane. Zakon in ustava predvidevata, da vsi državljani poznajo vso zakonodajo od trenutka, ko prične delovati, torej tudi, da se lahko kaznuje prav vse, ki kršijo pravila, še posebej pravila, kjer je določena tudi kazen in organ, ki to kazen izvrši. Pravno neznanje škodi in ga ni moč opravičiti. Zaradi mnoštva prepletujočih se predpisov in zakonodaje, ki lahko močno poseže v celo vrsto različnih podrejenih predpisov, je pomembno osvojiti tudi pravno razlago, ki ne more vedno izhajati iz samega jezika zakona. Zapolnjevanje pravnih lukenj je pomembna pravna aktivnost, kjer so državni organi zavezani predvsem ustavni pravni ureditvi, državljani pa tudi ekonomskim in državnim interesom. 
Če ustavna ureditev ne uredi določenih vprašanj, lahko to pomeni, da na tem področju zakoni ne smejo zapolniti praznine, temveč slediti originalni razmišljanju ustave. Podobno lahko velja tudi pri zakonodaji. Praviloma velja razmišljanja, da bolj podrobno urejanje prevlada nad bolj splošnim urejanjem, kasneje sprejeti zakon prevlada nad prej sprejetim. Samo sprejemanje zakonodaje na določenem področju torej lahko pomeni torej preureditev določenega področja. 
Zakon ureja tudi postopke, upravo, sodišča in druge državne organe. V nekaterih državah so nekateri zakoni tako nadrejeni drugim tudi za sam zakonodajalni postopek. Predstavniki zakonodajalnega organa, ki niso odgovorni pri svojem vedenju, lahko povzročijo tako državi kot posameznikom veliko škodo, za katero ne odgovarjajo, tovrstno odgovornost pa kasneje prevzamejo državni organi, ki lahko z razlaganjem prava omejijo povzročeno škodo.

## Zakoni v Sloveniji
V Sloveniji ga sprejme Državni zbor Republike Slovenije, razglasi pa predsednik republike; objavljen je v Uradnem listu Republike Slovenije. 
Zakoni se sprejmejo praviloma z običajno večino prisotnih poslancev Državnega zbora. Zakon ali ustava lahko zahteva za spremembe določenih tematik zahtevnejše pogoje sprejemanja zakonodaje. Sama ustava določa razmerja med vejami oblastmi, zakonodajalna funkcija pa je zavarovana predvsem s pomembnostjo zakonov za druge veje oblasti. Nekatera področja delovanja ne morejo biti predmet urejanja brez predhodne zakonodaje. Takšni zakoni so zakon o volitvah, zakon o vladi, zakon o lokalni samoupravi, zakon o javni upravi, zakon o sodiščih, pravni, kazenskih, pravdnih in upravnih postopkih, obvezno pa morajo vse kazenske določbe biti določene z zakonom, da jih lahko uporabljajo druge veje oblasti. Kazenske določbe so lahko prisotne po vseh vrstah zakonodaje, a niso veljavne brez zakonodajalnega postopka zaradi določb same ustave. Tako ima Republika Slovenija Kazenski zakonik pa tudi poseben zakon Zakon o odgovornosti pravnih oseb za kazniva dejanja, a tudi druge zakone, ki opisujejo tako prekrške kot kazniva dejanja. Zakon lahko omogoči, da področje podrobneje uredi Vlada z uredbo ali s še bolj podrejenimi pravilniki. 
Po slovenski ustavi je zakon po sprejetju predložen tudi Državnemu svetu, vrsta organov pa lahko razpiše zakonodajni referendum, ki iniciira, nasprotuje ali preoblikuje predmet zakonskih pravil.
Zakon je najbolj splošen pravni akt države in ureja vse bistvene odnose v sami državi. Po sami naravi urejanja je zakon tudi najbolj abstrakten pravni akt države pri urejanju istih razmerij. Vsi zakoni morajo biti usklajeni z določbami ustave, zato so podrejeni tudi ustavni reviziji Ustavnega sodišča. Zaradi teh revizij in ustavne ureditve je zakon podrejen tudi ratificiranim mednarodnim pogodbam, ki jih je podpisala republika Slovenija. 
Zaradi različnih načinov sprejemanja različnih zakonov je med zakoni določena hierarhija, ki pa je izključno politične narave. Obstajajo zakonske spremembe, ki zahtevajo večjo usklajenost predstavniškega telesa, zakonske spremembe, ki zahtevajo prisotnost večjega dela predstavniškega telesa in zakonske spremembe, ki zahtevajo le navadno večino prisotnih poslancev. Vsi ti pravni akti se še vedno imenujejo zakon in imajo enako moč. 